# Dumangas
Dumangas is een gemeente in de Filipijnse provincie Iloilo op het eiland Panay. Bij de laatste census in 2010 telde de gemeente ruim 66 duizend inwoners.

## Geografie

### Bestuurlijke indeling
Dumangas is onderverdeeld in de volgende 45 barangays:
| - Aurora-del Pilar - Basa-Mabini Bonifacio - Bacay - Bacong - Balabag - Balud - Bantud - Bantud Fabrica - Baras - Barasan - Buenaflor Embarkadero - Burgos-Regidor - Bolilao - Calao - Cali | - Cansilayan - Capaliz - Cayos - Compayan - Dacutan - Ermita - Pd Monfort South - Ilaya 1st - Ilaya 2nd - Ilaya 3rd - Jardin - Lacturan - Lopez Jaena-Rizal - Pd Monfort North - Managuit | - Maquina - Nanding Lopez - Pagdugue - Paloc Bigque - Paloc Sool - Patlad - Pulao - Rosario - Sapao - Sulangan - Tabucan - Talusan - Tambobo - Tamboilan - Victorias |

## Demografie
Dumangas had bij de census van 2010 een inwoneraantal van 66.108 mensen. Dit waren 3.339 mensen (5,3%) meer dan bij de vorige census van 2007. Ten opzichte van de census van 2000 was het aantal inwoners gegroeid met 9.817 mensen (17,4%). De gemiddelde jaarlijkse groei in die periode kwam daarmee uit op 1,62%, hetgeen lager was dan het landelijk jaarlijks gemiddelde over deze periode (1,90%).

De bevolkingsdichtheid van Dumangas was ten tijde van de laatste census, met 66.108 inwoners op 128,7 km², 513,7 mensen per km².